# Max Schreyer (Artist)

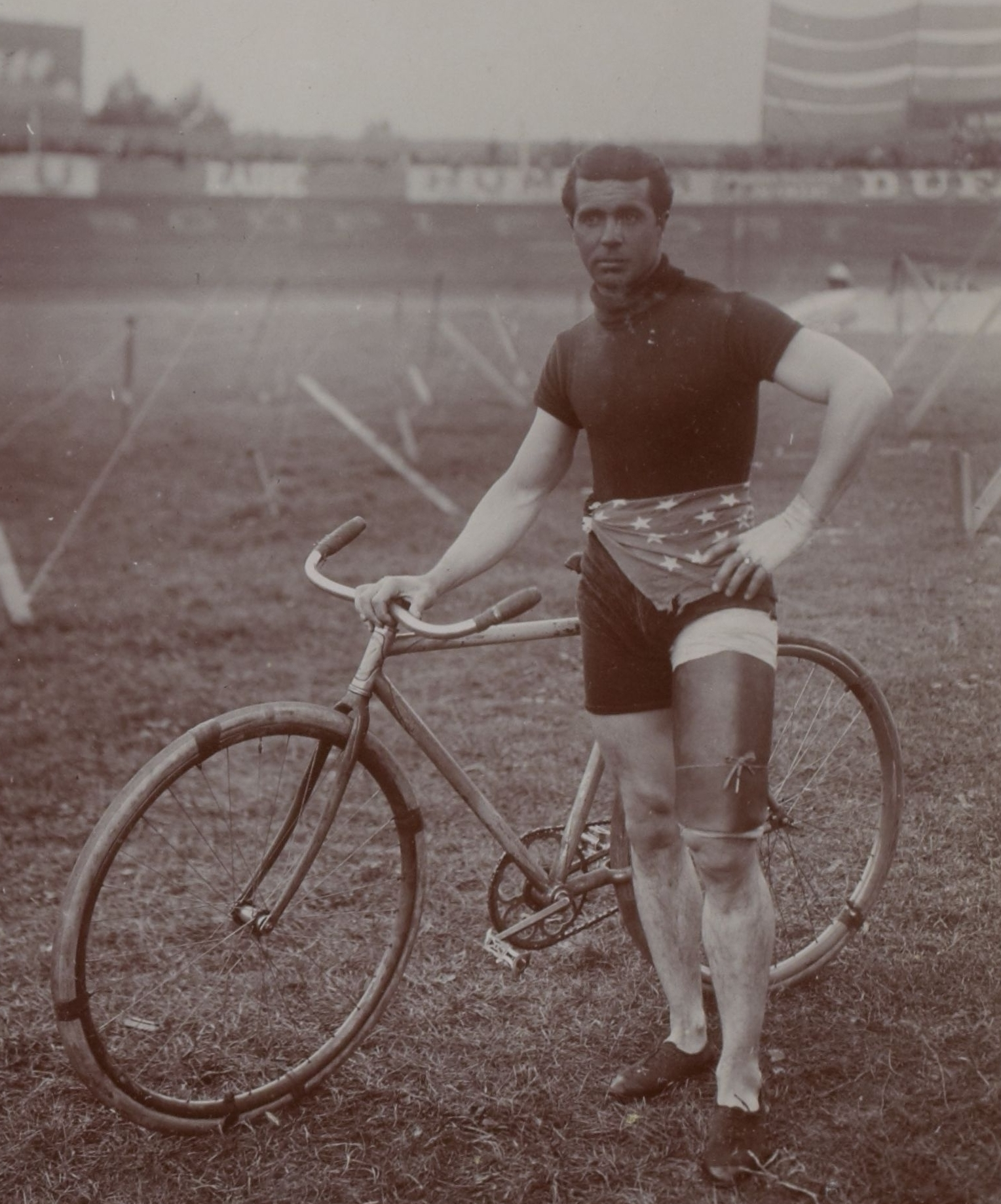
Max Schreyer

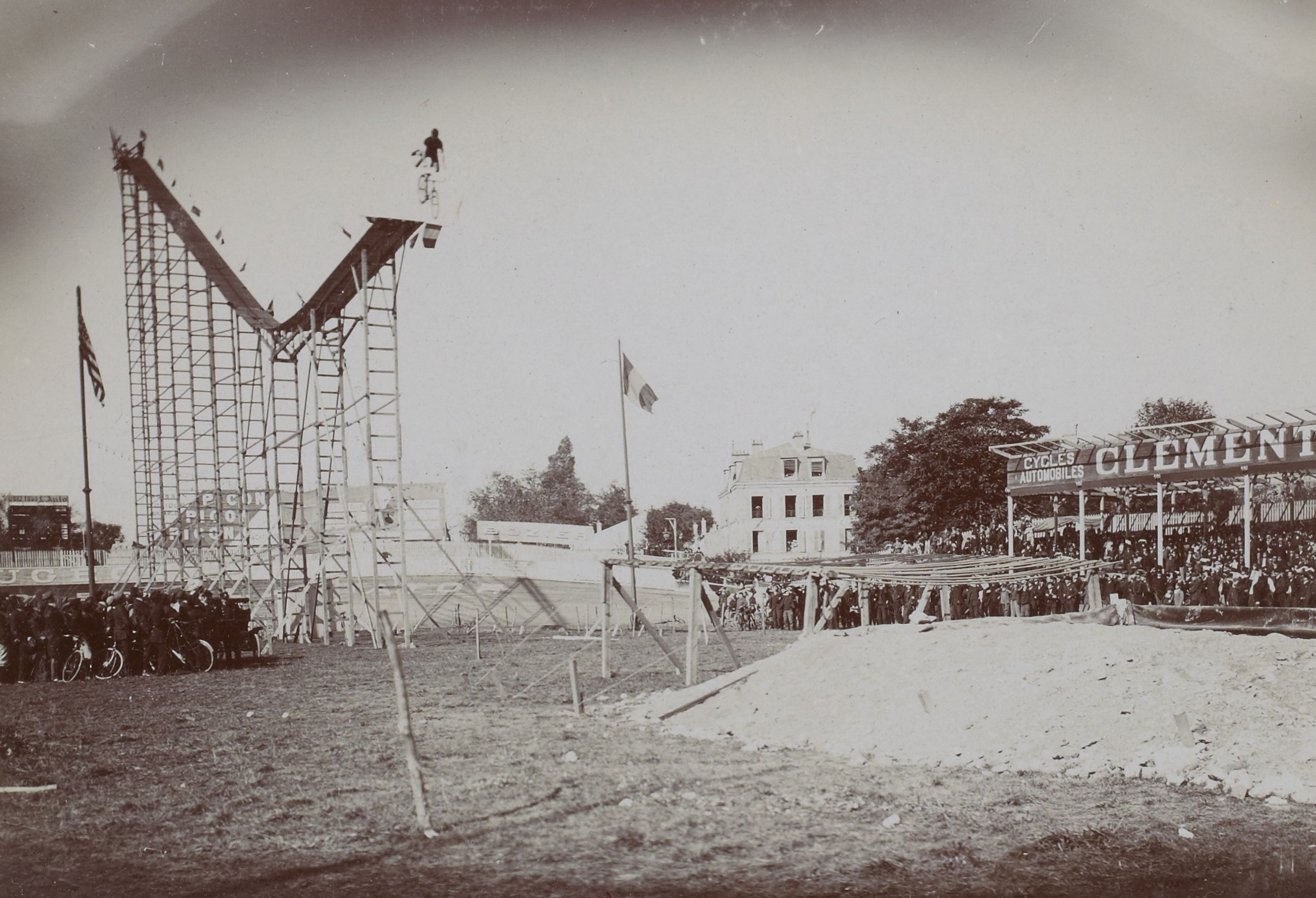
23. September 1906: Schreyer vor dem Absprung in ein Wasserbecken in der Pariser Buffalo-Radrennbahn

Max Schreyer, auch A.M. Schreyer oder Daredevil Schreyer, (* vor 1888; † 30. oder 31. Mai 1919 in New York) war ein US-amerikanischer Radsportler und  Fahrradartist.

## Leben
Max Schreyer war zunächst als Radrennfahrer aktiv; er startete vor allem in den Ausdauerdisziplinen auf der Bahn. 1898 nahm er am Sechstagerennen im Madison Square Garden teil, das damals noch von den Fahrern einzeln bestritten wurde.
Nach seiner Teilnahme am Sechstagerennen bekam Schreyer die Idee, dem Publikum eine neue spektakuläre Nummer zu präsentieren. Diese sollte sich grundlegend vom Befahren eines Loops oder des Todesrings (eine Art sehr steile Radrennbahn) unterscheiden. Bis 1919 reiste Daredevil (Teufelskerl) Schreyer durch die Welt, um Down the Chute vorzuführen. Dabei fuhr er auf einem Fahrrad mit großer Geschwindigkeit eine 70 Meter lange Rampe hinunter. Am Ende der nach oben gebogenen, 30 Meter hohen Rampe ließ er das Rad los und flog 30 Meter durch die Luft, um in einem Becken zu landen, das bis zu einer Höhe von 1,50 Meter mit Wasser gefüllt war. Erstmals zeigte er diese Nummer im Juni 1906 in Tourcoing.
Geworben wurde für Schreyer als „the greatest sensation on earth“, er selbst nannte auch seine Darbietung „saut du diable“ („Teufelssprung“). Er gastierte unter anderem in Paris, London und New York. Überliefert ist ein Foto aus dem Jahre 1905, als er seine Nummer in der Radrennbahn Carmarthen Park in Wales vollführte. Am 23. September 1906 trat er in der Pariser Buffalo-Radrennbahn auf. Am 20. November 1918 vollführte Schreyer zugunsten des United National War Work einen Sprung über den New Yorker Broadway in Höhe der 59. Straße. Zur Begleitung spielte eine Kapelle der Heilsarmee, während bei den Zuschauern Geld gesammelt wurde.
Im Sommer 1907 begleitete Schreyer den Radsportler Louis Mettling während einer Reise nach Deutschland. Bei dem Rennen Preis der Stadt Dresden stürzte Mettling und starb zwei Wochen später an seinen Verletzungen, und es war an Schreyer, Mettlings Familie per Telegramm zu informieren: „Our dear Louis died peacefully while sleeping last night. Cable wishes regarding burial.“
Im Mai 1919 vollführte Schreyer seinen Trick vor 20.000 Zuschauern im Van Cortlandt Park in New York, darunter auch seine Frau. Er landete aber nicht im Wasserbecken, sondern daneben. Er erlitt schwere Verletzungen, denen er wenige Tage später im Fordham Hospital erlag.
Zuletzt lebte Schreyer mit seiner Familie in der 278 Palisade Avenue in North Hoboken.